# Nicolas Léonard Sadi Carnot
Nicolas Léonard Sadi Carnot (n. 1 iunie 1796, Paris, Prima Republică Franceză – d. 24 august 1832, Paris, Franța) a fost un fizician și inginer militar francez care, în lucrarea lui din 1824, Reflecții asupra puterii motrice a focului (Réflexions sur la puissance motrice du feu), a dat prima descriere de succes a motoarelor termice, descriere cunoscută azi sub numele de ciclul Carnot, punând astfel bazele pentru a doua lege a termodinamicii.
Sadi Carnot, de la numele poetului persan Saadi din Shiraz, foarte admirat de tatăl său, a fost fiul mai mare al inginerului și matematicianului Lazare Carnot, cunoscut ca „Marele Carnot”, atunci în vârstă de 43 de ani și aflat la culmea carierei sale.

## Opera
Nu și-a publicat lucrarea într-un periodic științific ca articol științific, ci sub forma unei mici cărți. El este primul fizician care s-a ocupat de termodinamică, având meritul definirii unor concepte ca randamentul termic Carnot, ciclul termic Carnot și formulării teoremei lui Carnot etc. În opera sa menționată anterior face referire prin denumirea putere motrice la conceptul denumit ulterior de Gaspard-Gustave Coriolis lucru (al forței) și azi lucru mecanic.
Astfel, Carnot a determinat echivalentul mecanic al căldurii, ceea ce a însemnat recunoașterea posibilităților de transformare a căldurii în mișcare mecanică, stabilind legile termodinamicii.
- fr  S. Carnot, Réflexions sur la puissance motrice du feu (1824), Blanchard, 1953